# یانگ سه-هیونگ
یانگ سه-هیونگ (کره‌ای: 양세형، انگلیسی: Yang Se-hyung، زادهٔ ۱۸ اوت ۱۹۸۵) کمدین و سرگرم‌کنندهٔ اهل کره جنوبی است. او بیشتر به خاطر کارش در اسکچ کمدی شبکهٔ تی‌وی‌ان کمدی بیگ لیگ و اینفینیت چلنج شبکهٔ ام‌بی‌سی شناخته شده‌است. برادر کوچکترش، یانگ سه-چان نیز کمدین است.